# HBOS
HBOS公司，是英國一家從事銀行及保險業務的公司，在2009年1月被萊斯銀行集團接管。HBOS公司是蘇格蘭銀行的控股公司，在英國經營蘇格蘭銀行與哈利法克斯品牌，以及HBOS澳洲與HBOS保險與投資集團有限公司。
HBOS成立於2001年，是由哈利法克斯有限公司和蘇格蘭銀行合併而成，合併後公司成為英國第五大銀行，規模與開業超過百年的四大英國零售銀行相當，但她卻是英國最大的抵押貸款銀行。2006年HBOS集團重組法把哈利法克斯有限公司轉移至蘇格蘭銀行，即現今的蘇格蘭銀行有限公司。 
雖然HBOS公司沒有交代該縮寫的由來，但已被廣泛推定為「蘇格蘭哈利法克斯銀行」（Halifax Bank of Scotland）。公司總部位於蘇格蘭愛丁堡的The Mound，也是前蘇格蘭銀行的總部。公司另有一個營運總部在英格蘭西約克郡哈利法克斯，也是前哈利法克斯公司的總部。

## 历史
2006年HBOS透過2006年HBOS集團重組法重組公司架構。
2009年1月19日，經萊斯銀行集團及HBOS股東通過，萊斯銀行收購HBOS，收購後HBOS仍然繼續作為集團中的一個獨立的組織，並表明收購後的HBOS仍以密特為蘇格蘭的業務總部，並不會停止發行蘇格蘭銀行紙幣。